# Registre national des lieux historiques dans le comté d'Imperial

Localisation du comté d'Imperial en Californie

Ceci est la liste des lieux historiques inscrits sur le registre national dans le comté d'Imperial en Californie.
C'est censé être une liste exhaustive des propriétés et des districts des  lieux historiques du registre national dans le comté d'Imperial, en Californie. Les coordonnées de latitude et longitude sont fournies pour la plupart des propriétés et les districts du registre national ; ces localisations peuvent être aperçus sur Google Map.
Il y a 12 propriétés et districts répertoriés sur le registre national dans le comté, dont un monument historique national.

## Liste actuelle
| Position | ID       | Type | Nom                                                                  | Localisation                | Ville             | Date d'inscription | Image | Coordonnées                          | Description |
| -------- | -------- | ---- | -------------------------------------------------------------------- | --------------------------- | ----------------- | ------------------ | ----- | ------------------------------------ | ----------- |
| 1        | 05001085 | NRHP | Calexico Carnegie Library (en)                                       | 420 Heber Ave.              | Calexico          | 28 septembre 2005  |       | 32° 40′ 10″ nord, 115° 29′ 33″ ouest |             |
| 2        | 80000801 | NRHP | Desert View Tower (en)                                               | Sud-ouest d'Ocotillo        | Ocotillo          | 29 août 1980       |       | 32° 39′ 33″ nord, 116° 05′ 57″ ouest |             |
| 3        | 73002252 | HD   | Piste Fages-De Anza-Route des émigrant méridionale                   | Anza-Borrego State Park     | Borrego Springs   | 29 janvier 1973    |       |                                      |             |
| 4        | 99001567 | HD   | Southwest Lake Cahuilla Recessional Shoreline Archeological District | Adresse restreinte          | Salton City       | 30 décembre 1999   |       |                                      |             |
| 5        | 03000120 | NRHP | Spoke Wheel Rock Alignment                                           | Adresse restreinte          | Ocotillo          | 29 septembre 2003  |       |                                      |             |
| 6        | 87001026 | NRHP | Stonehead (L-7)                                                      | Adresse restreinte          | Yuma              | 1er mai 1987       |       |                                      |             |
| 7        | 91001749 | NRHP | US Inspection Station-Calexico (en)                                  | 12 Heffernan Ave.           | Calexico          | 14 février 1992    |       | 32° 39′ 55″ nord, 115° 29′ 41″ ouest |             |
| 8        | 85000125 | NRHP | US Post Office-El Centro Main (en)                                   | 230 S. 5th St.              | El Centro         | 11 janvier 1985    |       | 32° 47′ 27″ nord, 115° 33′ 14″ ouest |             |
| 9        | 87001025 | NRHP | Winterhaven Anthropomorph (L-8)                                      | Adresse restreinte          | Yuma              | 1er mai 1987       |       |                                      |             |
| 10       | 85003429 | NRHP | Winterhaven Anthropomorph and Bowknot, L-9                           | Adresse restreinte          | Winterhaven       | 25 octobre 1985    |       |                                      |             |
| 11       | 82002185 | NRHP | Yuha Basin Discontiguous District                                    | Adresse restreinte          | Plaster City (en) | 24 mai 1982        |       |                                      |             |
| 12       | 66000197 | NHLD | Yuma Crossing and Associated Sites (en)                              | Banks of the Colorado River | Winterhaven       | 13 novembre 1966   |       | 32° 43′ 48″ nord, 114° 37′ 05″ ouest |             |